# Zapotèque de Tejalapan
Le zapotèque de Tejalapan (ou zapotèque de Tejalápam, zapotèque de San Felipe Tejalapan) est une variété de la langue zapotèque parlée dans l'État de Oaxaca, au Mexique.

## Localisation géographique
Le zapotèque de Tejalapan est parlé dans la localité de San Felipe Tejalapan, dans le district d'Etla (en), dans l'État de Oaxaca, au Mexique,.

## Utilisation
En 1990, le zapotèque de Tejalapan est parlé par 120 personnes et en 1998, 30 personnes — toutes de plus de 70 ans — ont cette langue comme langue maternelle. Les locuteurs utilisent aussi éventuellement l'espagnol, ce sont principalement des adultes âgés. Cette variété est distincte du zapotèque de Mazaltepec.